# Дитрих ван Хорн
Дитрих ван Хорн (на немски: Dietrich von Horn/van Hoorne; † сл. 26 март 1378) от род Хорн/Хорне в Лимбург, Нидерландия, е господар на Первес (във Валония, Белгия), Краненбург (Нидерландия), Гел (Белгия) и Херлаер (Нидерландия).

## Произход
Той е син на рицар Герхард I фон Хорн († 1330), господар на Первес, Алтена, Верт, и втората му съпруга Ирмгард фон Клеве († сл. 1350/сл. 1352), дъщеря на граф Дитрих VIII фон Клеве († 1305) и Маргарет фон Хабсбург/фон Ной-Кибург († вер. 1333), роднина на кралете Рудолф I и Албрехт Хабсбургски. Полубрат е на Вилхелм IV фон Хорн († 1343), господар на Хорн/Хорне, Алтена, Гаесбек и Верт и дипломат.

## Фамилия
Първи брак: с Антоанета де Гавре. Бракът е бездетен.
Втори брак: ок. 25 юни 1350 г. с Катарина Бертхут († 1380), наследничка на Дуфел, Гел, Ваелхем, дъщеря на Хендрик V Бертхут, господар ван Дуфел († пр. 1367), Гел и Остерло, и Маргарета ван Веземеле. Те имат децата:
- Ирмгард ван Хорн († 1394), омъжена пр. 13 май 1381 г. за Конрад IV фон Шлайден-Нойенщайн (* пр. 1340; † пр. 9 юли 1420), шамберлен на Франция
- Хендрик/Хайнрих фон Хорн († 23 септември 1408 в битка при Лиеж), господар на Первез и Вамбек, губернатор на Брабант, женен 1384 г. за Маргерите де Рошфор († пр. 23 септември 1444); имат син и дъщеря
- Вилхелм ван Хорне († сл. 1395), господар на Дуфел, Гхел, Остерлоо, Валхайн и Херлаер, женен пр. 21 февруари 1391 г. за Мария фон Рандерат († сл. 9 септември 1414); имат дъщеря
- Жан ван Хорне († 1408), женен Мари де Валкурт; имат син

Дитрих ван Хорн има извънбрачен син:
- Ян бастаард ван Хорн-Краненбурх (* пр. 1355; † пр. 1409), женен ок. 1375 г. за Маргрит Щакенборх ван Боешот (* ок. 1355; † сл. 1396); имат дъщеря